# 恵村順一郎
恵村順一郎（えむら じゅんいちろう、1961年 - ）は、日本のジャーナリスト、朝日新聞論説委員。

## 略歴
大阪府生まれ。1980年大阪教育大学附属高等学校池田校舎卒業、1984年京都大学法学部を卒業、朝日新聞社に入社。鳥取支局、大阪社会部、東京政治部、AERA編集部、名古屋社会部次長、政治部自民党担当キャップ、政治部次長、論説委員、前橋総局長を経て、2012年4月から再び論説委員に。
1993年、東京政治部在籍時には、宮沢政権から細川政権への政権交代などを取材した。
2013年4月より報道ステーションのコメンテーター（月曜から木曜）に起用される。2015年3月降板。

## 連載
- WEBRONZA（朝日新聞DIGITAL）